# DiGeorge-szindróma

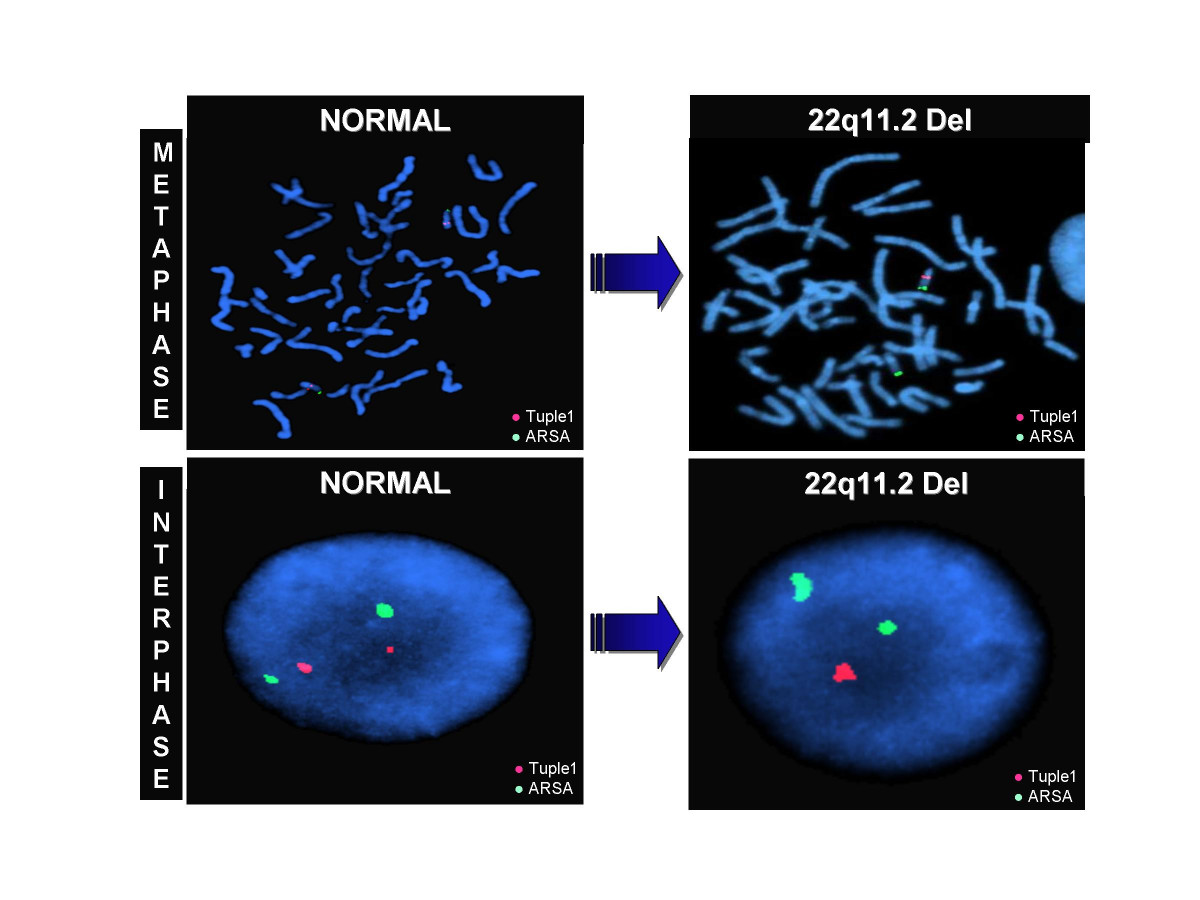
A DiGeorge-szindróma kromoszómális oka: 22q11 deléció kimutatása FISH módszerrel. A jobb oldali sejtben csak az egyik allél található meg (piros).

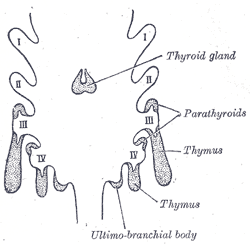
A garatíveket és garattasakokat bemutató vázlat, frontális metszeten (Gray's Anatomy). A DiGeorge-szindrómát a harmadik és negyedik garattasak fejlődésének zavara okozza.

A DiGeorge-szindróma egy veleszületett betegség, a harmadik és negyedik garattasak fejlődésének zavara, a 22q11 mikrodeléciós szindróma része. Szív- és nagy ér-fejlődési rendellenességgel, a mellékpajzsmirigyek és a csecsemőmirigy hiányával vagy alulfejlettségével jár. Egyéb eltérésként a távol álló szemek (hipertelorizmus), a külsőfül fejlődési zavara és a kis méretű állkapocs (mikrognátia) említendők még meg.
A mellékpajzsmirigy-hiány miatt nem termelődik parathormon, így a vérplazma kalciumszintje kórosan alacsony (hipokalcémia). Ez izomfájdalomhoz és -rángáshoz, paresztéziához, még súlyosabb esetben pedig tetániához (görcsrohamhoz) vezet.
A csecsemőmirigy-hiány az érett T-limfociták hiányával jár, mely a sejtes immunválasz súlyos zavarát jelenti, így súlyos fertőzések léphetnek fel.
A betegség kórjóslata rossz. A szív- és nagyéreltérések sebészileg kezelhetők. A hipokalcémia kalcium és D-vitamin adásával kezelhető. Teljes csecsemőmirigy-hiány esetén csecsemőmirigy-átültetés végezhető; a részleges hiány okozta alacsony T-sejtszám viszont kb. ötéves korra magától rendeződik – addig antibiotikum-profilaxis alkalmazandó.